# Maisonnave (Argentine)
Pour les articles homonymes, voir Maisonnave.
Maisonnave est une localité rurale argentine située dans le département de Realicó, dans la province de La Pampa. La Commune a été officiellement inaugurée le 9 juillet 1906, alors que l'agglomération avait déjà deux ans, puisque le chemin de fer passait par El Tordillo.

## Démographie
La localité compte 300 habitants (Indec, 2010), soit une augmentation de 16,7 % par rapport au précédent recensement de 2001 qui comptait 257 habitants.